# میخائیل توگان-بارانوفسکی
میخائیل توگان-بارانوفسکی (به انگلیسی: Mikhail Tugan-Baranovsky) (به روسی: Михаил Иванович Туган-Барановский) (به اوکراینی: Михайло Іванович Туган-Барановський)، اقتصاددان، سیاستمدار و رجل سیاسی اوکراینی بود. او را به عنوان یکی از مؤسسان آکادمی ملی علوم اوکراین و یکی از اولین وزرای مالیه در دبیرکلی وینچنکوی شورای مرکزی اوکراین می‌شناسند. در محافل حرفه‌ای، از او به عنوان یکی از پیشروان شاخص مارکسیسم قانونی در امپراتوری روسیه تزاری یاد شده که مؤلف چندین اثر مرتبط با نظریه ارزش، توزیع درآمد اجتماعی، تاریخچه توسعه مدیریتی و بنیان‌های فعالیت‌های مدیریت تعاونی بوده است.

## اوان زندگی
مخائیل ایوانوویچ توگان-بارانوفسکی در ۸ ژانویه ۱۸۶۵ میلادی در روستای سولیونوئه در «کوپیانسکی آویزد» در حاکمیت خارکوف امپراتوری روسیه (اوکراین امروزین) بدنیا آمد. اجداد دور پدری او «تاتارهای لیپکا» بودند که در قرن ۱۴ میلادی به آنجا آمده بودند؛ نام خانوادگی کامل او «توگان میرزا بارانوفسکی» بود.
توگان بارانوفسکی در شهرهای کیف و خارکف به دبیرستان رفت و در این دوران بود که علایق اولیه او به فلسفه، شامل آثار ایمانوئل کانت توسعه و تکوین یافت. در ۱۸۸۴ میلادی وارد دانشگاه خارکف شد و مطالعاتش را در زمینه علوم طبیعی آغاز نمود. او درجه «کاندیدای علوم» را در ۱۸۸۸ میلادی کسب نمود، اما به اقتصاد سیاسی علاقه‌مند شده و مطالعاتش را به عنوان دانشجوی بیرونی تکمیل کرد و درجه‍اش را از دانشکده حقوق و اقتصاد در ۱۸۹۰ میلادی کسب نمود. توگان-بارانوفسکی در حالی که در کالج بود، در تحرکات انقلابی فعال شد، تحرکاتی که منجر به سرنگونی تزاریسم در روسیه شده و به‌طور خلاصه موجب آشنایی با برادر بزرگتر ولادیمیر لنین به نام الکساندر اولیانوف شده که در ۱۸۸۷ میلادی اعدام شد که بخشی از علت آن ناشی از تلاش برای کشتن الکساندر تزار سوم بود.
توگان بارانوفسکی در نوامبر ۱۸۸۶ میلادی به علت مشارکت در تظاهرات دانشجویی در سن پترزبورگ، طی ۲۵مین سالگرد مرگ نویسنده منتقد، نیکولای دوبرولیوبوف دستگیر شد. در نتیجه چنین دستگیری بود که توگان-بارانوفسکی از شهر پایتخت تبعید شده و دسترسی اش از اولیانوف نگون‌بخت قطع گردید. توگان-بارانوفسکی با دختر کارگردان کنسرواتوار سن پترزبورگ، لیدیا داویدووا در ۱۸۸۹ ازدواج کرد.

## حرفه آکادمیک
توگان-بارانوفسکی مدت کوتاهی پس از ازدواجش، حرفه آکادمیک ارجمند و طولانی مدتش را آغاز نمود. اولین مقاله پژوهشی اش با عنوان «دکترین منفعت کالاهای اقتصادی»، در اکتبر ۱۸۹۰ میلادی در ژورنال Iuridicheskii Vestnik (یا Jurisprudence Courier) چاپ گشت. در این اثر که کمی از نقد مؤخرش در باب مارکسیسم پیشاپیش آورده شده بود، توگان-بارانوفسکی استدلال می‌آورد که نظریه ارزش کار و نهایی گرایی معاصر در توافق بنیادین اند نه در تضاد آنتاگونیستی نسبت به هم.
پس از این تاخت و تاز بر اقتصاد نظری، توگان-بارانوفسکی دست به نوشتن زندگی‌نامه زده و طرح کوتاه و معروفی از سرگذشت پیر-ژوزف پرودون و جان استوارت میل را در مجموعه‌ای تحت عنوان «زندگی مردان برجسته» ارائه نمود که توسط انتشاراتی «پاولنکوف» منتشر گردید. در این کتاب‌ها که حدوداً ۸۰ صفحه‌ای بودند، توگان بارانوفسکی به شدت از «پرودون» به دلیل عدم انسجام درونی، ابهام در سبک، عدم خیالپردازی و حمایت ریاکارانه از رژیم ناپلئون سوم انتقاد نمود. او بیشتر با میل همدردی می‌نمود. وی میل را به عنوان اقتصاددانی مورد تحسین قرار می‌داد که «بیش از هرکس دیگری به نشر فهم درستی از روح علوم معاصر در میان جهان متمدن، براساس مطالعه طبیعت کمک نمود».
توگان-بارانوفسکی از امثال خردمندنانی چون کارل مارکس و فریدریش انگلس پیروی می‌نمود که معتقد بودند مسیر انگلستان برای توسعه مللی همچون روسیه اجتناب ناپذیر است. او سپس در بهار و تابستان ۱۸۹۱ جهت کار در موزه بریتانیا سفر کرد، در آنجا به بررسی کلکسیون کتب و آثار آماری مشغول شد. سپس به روسیه بازگشت تا دو سال دیگر را در سنت پترزبورگ بر روی مجلد مهمی مربوط به چرخه کسب‌وکار سپری نماید، با این عنوان: «بحران صنعتی در انگلستان معاصر: عوامل و اثرات آن بر زندگی مردم» انتشار این کتاب در ۱۸۹۴ میلادی موجب کسب درجه کارشناسی ارشد در اقتصاد سیاسی از دانشگاه موسکو برای او شد.
دستیابی به این رتبه آکادمیک به توگان-بارانوفسکی این امکان را داد تا در جامعه آکادمیک مشغول به کار شده و به عنوان مدرس (Privatdozent) در دانشگاه سنت پترزبورگ، منصبی را بپذیرد. براساس گفته دانشجو زندگی‌نامه نویسش، نیکولای کوندراتیف، توگان-بارانوفسکی این سمت را تا ۱۸۹۹ میلادی حفظ کرد، یعنی زمانی که به دلیل بی‌اعتمادی سیاسی از کار برکنار شد.
توگان در ۱۹۱۷ میلادی کتابی را تحت عنوان «ارز کاغذی و فلزی» منتشر کرد که در آن نظریه‌ای در باب ارز کاغذی را مطرح نمود. وی معتقد بود که مرحله جدیدی در تاریخچه پول بعد از جنگ در راه است. او ارزش چنین ارزهایی را با چرخه تجاری و تجمع تقاضا مرتبط می‌دانست. وی عمدتاً از طریق کنترل نرخ تبادل، سیاست پولی فعالی را پیشنهاد نمود. او را می‌توان از بسیاری جهات به عنوان جد نظریه پول درونزاد در نظر گرفت.

## فعالیت‌های سیاسی
توگان-بارانوفسکی و همفکرش پیتر استروو به «انجمن اقتصاد آزاد» پیوستند که در آن منصب ریاست را در ۱۸۹۶ میلادی بر عهده گرفت. در دسامبر همان سال، او مقالهٔ بنیادینی در رابطه با نظریه مارکسیستی منتشر کرد که مکرراً چاپ شد با عنوان «اهمیت عامل اقتصادی در تاریخ»، که توجهات منتقدان پشیرویی در سبک «نارودنیک» همچون واسیلی وورونتسوف و نیکولای میخائیلوفسکی را به خود جلب نمود. در آوریل ۱۹۰۰ میلادی، توگان-بارانوفسکی در جلسه سازمانی جهت ایجاد روزنامه ایسکرا شرکت نمود، روزنامه‌ای که بعدها تبدیل به مبنایی برای ایجاد حزب سوسیال دموکرات کارگری روسیه شد. درحالی که او مرتباً ایده‌های سیاسی و اقتصادی مارکسیستی را در این دوره بیان می‌نمود. هیچ نشانی مبنی بر این که آیا توگان-بارانوفسکی سابقه عضویت در جنبش زیرزمینی سوسیال دموکراتی که در روسیه در حال ظهور بوده‌است را داشته یا نه وجود ندارد.
همچنین طی همین زمان بوده که شاهکار او با عنوان «کارخانه روسی در گذشته و حال» ظهور پیدا کرد. انتشار این کتاب منجر شد تا از دانشگاه مسکو در ۱۸۹۸ میلادی درجه دکترا دریافت کند.
توگان-بارانوفسکی از ۱۹۰۱ تا ۱۹۰۵ در محافل عمومی منطقه «پولتاوا» مشارکت کرد و در «زمستوو» (نوعی دولت محلی) عضو شد. سپس به سنت پترزبورگ بازگشت و به تدریس خصوصی و تدریس به عنوان استاد در دپارتمان‌های اقتصاد مؤسسات تجاری و پلی‌تکنیک مختلف محلی و همچنین دانشگاه شانیافسکی مسکو پرداخت.
پس از انقلاب فوریه ۱۹۱۷ در امپراتوری روسیه، او به اوکراین بازگشت و در آنجا وزیر دولت شورای مرکزی اوکراین شد (اوت - نوامبر ۱۹۱۷). سپس او دانشگاه ملی اوکراین، مؤسسه شرایط اقتصادی و مؤسسه جمعیت‌شناسی را در کیف راه اندازی نمود. او عضوی از آکادمی ملی علوم اوکراین (۱۹۱۸) و سردمدار دپارتمان سوسیالی-اقتصادی (۱۹۱۹) بود.

## علاقه‌مندی به نئوکانتیسم
طی اولین سال‌های قرن بیستم میلادی، او بالکل از دیدگاه‌های عمومی مارکسیسم قانونی جدا شده و به سمت نوکانتی حرکت کرد که در آثار متعددش در رابطه با اقتصاد تعاونی انعکاس یافته‌است. در ۱۹۰۱ تا ۱۹۰۲ میلادی، توگان-بارانوفسکی اثرش با عنوان «یادداشت‌هایی از تاریخ اقتصاد سیاسی» را در ژورنال «Narodnoe Bagatstvo» (ثروت ملی) منتشر ساخت و در آنجا تاریخچه دکترین‌های اقتصادی را در امپراتوری روسیه توصیف نمود. همچنین اثری با عنوان «یادداشت‌هایی در باب جدیدترین تاریخچه اقتصاد سیاسی» (۱۹۰۳). این اثر در ۱۹۱۵ به آلمانی ترجمه شد. سپس او آثار متعدد دیگری را نیز به زبان روسی و آلمانی منتشر نمود.
در ۱۹۱۹ میلادی، اولین اثر اوکراینی او با عنوان «تعاون، طبیعت و اهدافش» ظاهر گشت. سایر آثار او نیز تا ۱۹۲۳ میلادی پدیدار گشتند. از ۱۹۰۶ او سرپرست ویرایشگران «Vestnik Kooperatsii» (خلاصه تعاون) بود. قبل از جنگ جهانی اول، وی همراه با میخائیل گروشوسکی و سایر اهالی جامعه آکادمیک اوکراینی بر روی دائره المعارف «Ukrainsky narod v ego proshlom i nastoyaschem» (گذشته و حال ملت اوکراین) کار کرد. او به عنوان عضوی از حزب فدرالیست-سوسیالیست‌های اوکراین، در ۲۰ نوامبر ۱۹۱۷، به عنوان اعتراض به اعلامیه جهانی سوم شورای مرکزی اوکراین از دبیرکلی آن خارج شد. این اعلامیه از خودمختاری اوکراین دفاع می‌کرد.
میخائیل توگان-بارانوفسکی یکی از مؤسسان آکادمی ملی علوم اوکراین و وزیر مالیه جمهوری خلق اوکراین بود.

## مرگ
توگان-بارانوفسکی در ژانویه ۱۹۱۹، درحالی که با قطار در مسیر شرکت در کنفرانس صلح پاریس بود، دچار حمله قلبی کشنده‌ای شد.